# Бондариха
Бондариха — урочище на річці Сіверський Донець поблизу міста Ізюм; в 1951 і 1953 тут було відкрито залишки поселення землеробсько-скотарських племен кінця бронзової доби, які жили в лівобережному Лісостепу. Серед знахідок: кам'яні ливарні форми для відливки кельтів (сокир), крем'яні вкладиші для серпів і костяних виробів, глиняний посуд. Від назви цього поселення дістала назву так звана бондарихинська культура. На початку залізної доби племена бондарихинської культури в зв'язку з просуванням до лівобережного Лісостепу племен скіфської культури переселились на північ, в басейн Сейму і Десни.